# Théâtre de l'Esprit Frappeur
El Théâtre de l'Esprit Frappeur (en català, «teatre del follet fressós») fou una coneguda sala de teatre de Sint-Joost-ten-Node (Brussel·les), fundada el 1963 pels joves Albert-André Lheureux i Jacques De Decker. El teatre va ser tancat el 1990.
Des de l'inici, els seus fundadors, amb només divuit anys, tots fills de velles nissagues artístiques de Brussel·les, eren animats per la voluntat de crear un teatre professional. Amb els anys la fama internacional va fer-se inversament proporcional a les seves dimensions. El nom del teatre prové d'una broma escolar: Lheureux va fabricar, juntament amb els seus amics de l'IES municipal Fernand Blum (que més tard serien cofundadors del teatre), un mecanisme fixat a un dels puntals sobre el qual estava construït l'institut que simulava un follet que donava tres forts cops en determinats moments del curs.
Lheureux va crear la sala al celler de la casa familiar al carrer Josaphat a Sint Joost. El 27 d'octubre del 1963 va estrenar-la amb La cantant calba d'Eugène Ionesco i Edouard et Agrippine de René de Obaldia, una programació molt gosada al món del teatre belga aleshores força conservador. Al començament s'hi representaven sobretot peces de teatre de l'absurd, amb «escenografies tant irreverents com artístiques». Molts coneguts actors i directors van passar al cartell, com l'esmentat director i escriptor Jacques De Decker, Armand De Decker, el cantant Julos Beaucarne, Marie Collins, Richard Olivier, Marie-Claire Beyer i Pietro Pizzuti.
Quan Lheureux va ser nomenat director de la sala de concerts de Vorst Nationaal, a més de la sala al celler familiar també hi va organitzar espectacles del 1973 al 1975, i més tard a la sala del Jardí botànic. Pujat per problemes financers, el 1985 deixa definitivament el celler i s'instal·la al teatre del Résidence Palace, a l'edifici que des del 2013 hauria d'acollir el Consell Europeu, però per problemes tècnics encara romania en obres el 2016. Quan va haver d'abandonar el Résidence Palace per problemes financers i en no trobar cap suport oficial el teatre va tancar el 1990.
L'octubre del 2013, cinquanta anys després d'estrenar el teatre, el municipi de Sint-Joost va nomenar Albert-André Lheureux ciutadà d'honor, en reconeixement del seu treball al món del teatre.